# سائکو شیمازو
سائکو شیمازو (انگلیسی: Saeko Shimazu; ۸ سپتامبر ۱۹۵۹ – ) صداپیشه، و بازیگر اهل ژاپن بود. وی از سال ۱۹۸۰ میلادی تاکنون مشغول فعالیت بوده‌است.